# 中華票券金融公司
中華票券金融公司，簡稱中華票券或華票，於1978年10月19日設立經營，股票已於1994年10月在台灣證券交易所掛牌買賣。總公司設立於台北市，並於設立五家分公司。
業務範圍包括：短期票券之簽證、承銷業務；金融債券之簽證、承銷業務；短期票券之經紀、自營業務；金融債券之經紀、自營業務；政府債券之自營業務；短期票券之保證、背書業務；企業財務之諮詢服務業務；擔任金融機構同業拆款經紀人；公司債之自營業務；投資相關股權商品；兼營固定收益有價證券自營業務；外幣債券之自營業務；外幣債券之投資。

## 沿革
- 1976年，中華民國財政部函請交通銀行（今兆豐國際商業銀行）籌設票券金融公司。
- 1978年10月，由交通銀行召集之籌設小組委員會向財政部申請設立中華票券金融公司。
- 1994年，中華票券金融公司在台灣證券交易所股票上市。
- 2006年，台灣工業銀行入股中華票券金融公司並成為最大股東。

1. 1 2   (PDF).   [2017-12-05]. （原始内容存档 (PDF)于2019-05-13）.